# Drosophila sinobscura (artundergrupp)
Drosophila sinobscura är en artundergrupp som innehåller tre arter. Artundergruppen ingår i släktet Drosophila, undersläktet Sophophora och artgruppen Drosophila obscura.
Arterna inom artundergruppen finns framförallt i Kina och närliggande områden.

## Lista över arter i artundergruppen
- Drosophila hubeiensis
- Drosophila luguensis
- Drosophila sinobscura